# 第36独立海兵旅団 (ウクライナ海兵隊)
第36独立海兵旅団（だい36どくりつかいへいりょだん、ウクライナ語: 36-та окрема бригада морської піхоти）は、ウクライナ海兵隊の旅団。海兵隊司令部隷下。

## 概要

### ウクライナ海軍

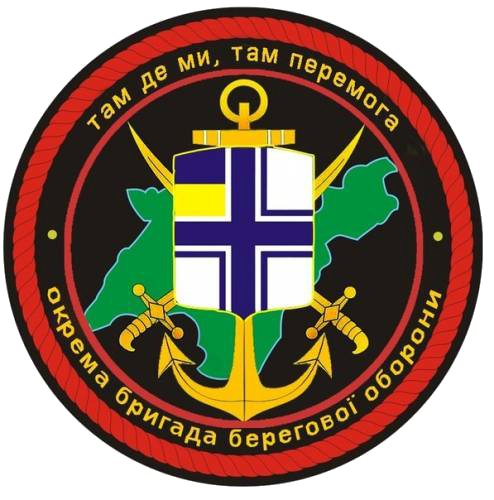
ウクライナ海軍第36独立沿岸防衛旅団章

2003年12月1日、ウクライナ海軍第32軍団隷下の第73独立機械化大隊、第501独立機械化大隊、第406砲兵連隊（第406旅団砲兵群に改編）、第22独立高射ミサイル大隊を基幹に第36独立沿岸防衛旅団としてクリミア自治共和国シンフェロポリで創設された。
2004年3月、第4独立海軍歩兵旅団隷下の第1独立海軍歩兵大隊が配属された。
2006年10月、第406旅団砲兵群がウクライナ海軍司令部隷下に転属した。
2007年6月、第1独立海軍歩兵大隊がウクライナ海軍司令部隷下に転属した。 
2008年3月、第501独立機械化大隊がウクライナ海軍司令部隷下に転属した。 

### ロシアのクリミア侵攻
2014年2月27日、ロシアのクリミア侵攻ではセルゲイ・ストロジェンコ旅団長がロシア連邦軍に寝返り、部隊は戦わずに降伏して、クリミア半島は陥落した。裏切らずにウクライナ本土に退却した団員達がウクライナ国民への忠誠を宣誓して、2015年7月に第1独立海軍歩兵大隊、第501独立海軍歩兵大隊を基幹に第36独立海軍歩兵旅団としてムィコラーイウ州で再編された。また裏切者を中心にロシア海軍黒海艦隊隷下に第126独立沿岸防衛旅団が再編された。
2017年6月、第1海軍歩兵大隊を基幹に第503独立海軍歩兵大隊が創設された。
2019年7月7日、ウォロディミル・ゼレンスキー大統領より、名誉称号「ミハイロ・ビリンシキー」を授与された。

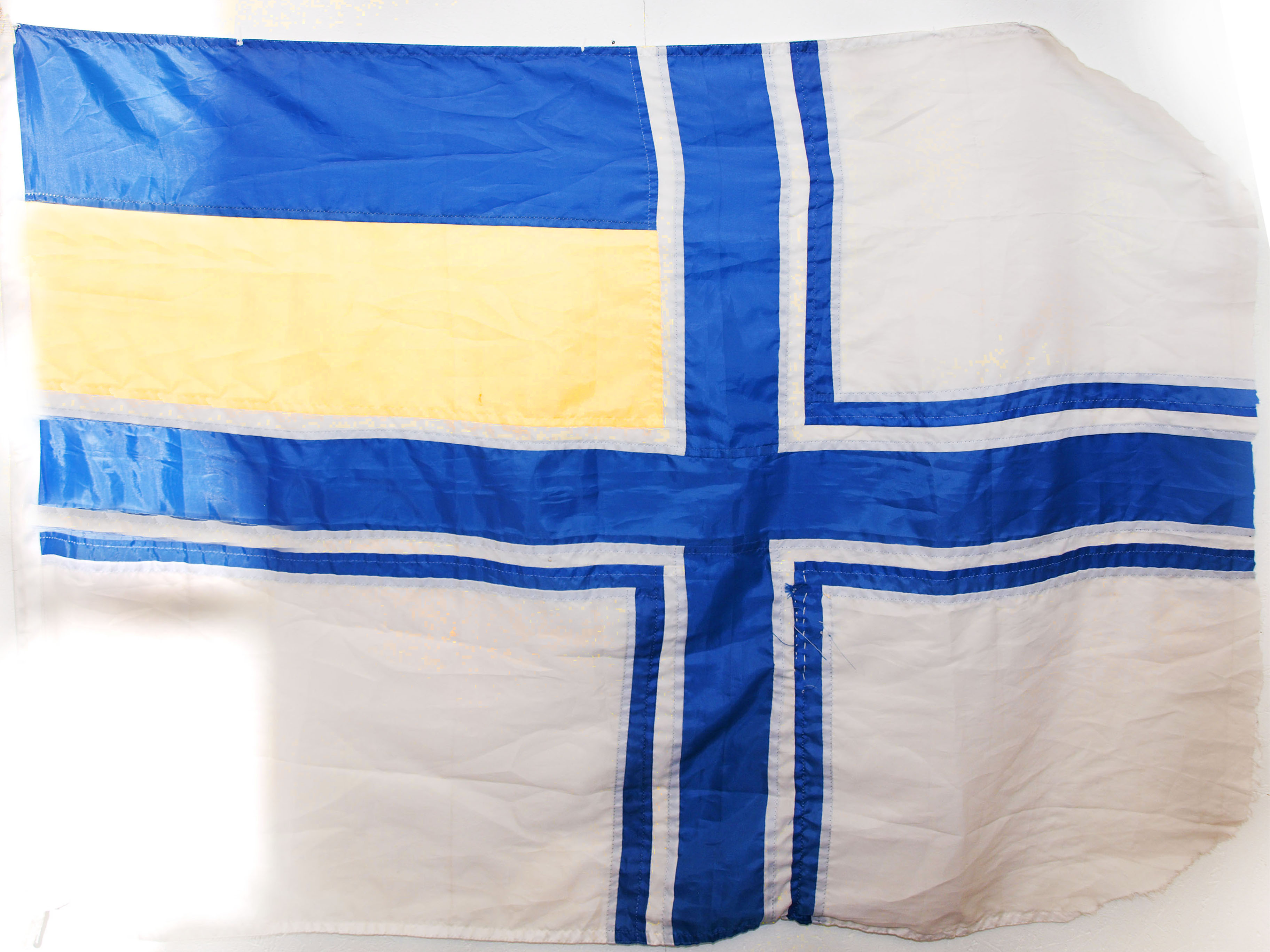
第36旅団旗（クリミアから持ち帰れたウクライナ海軍旗）
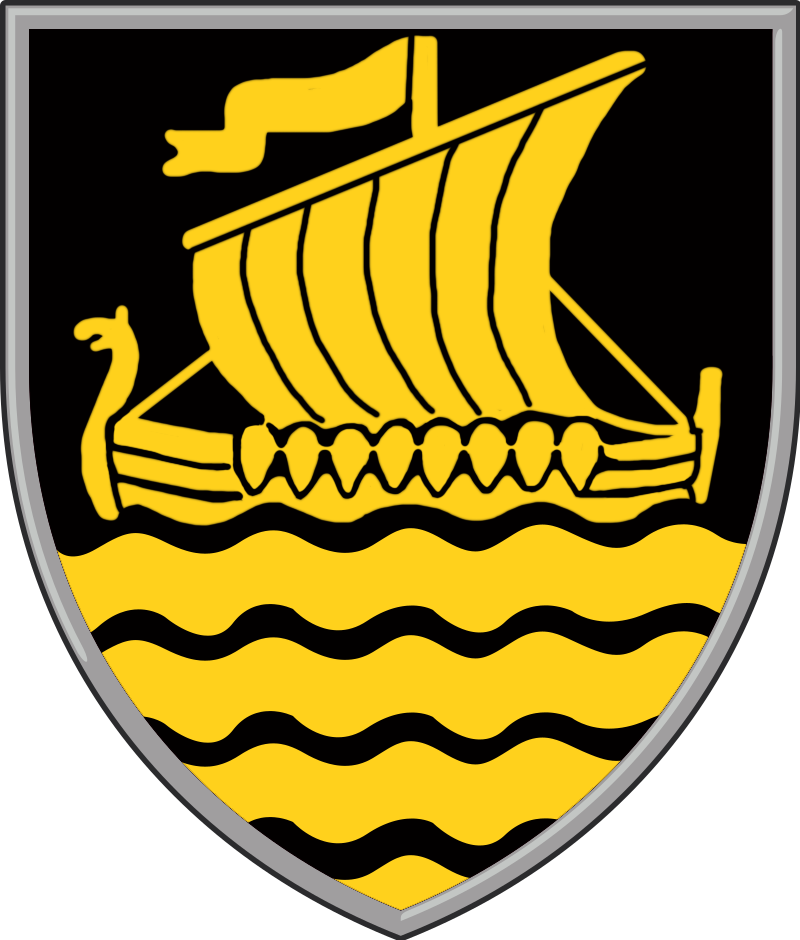
旧ウクライナ海軍第36独立海軍歩兵旅団章
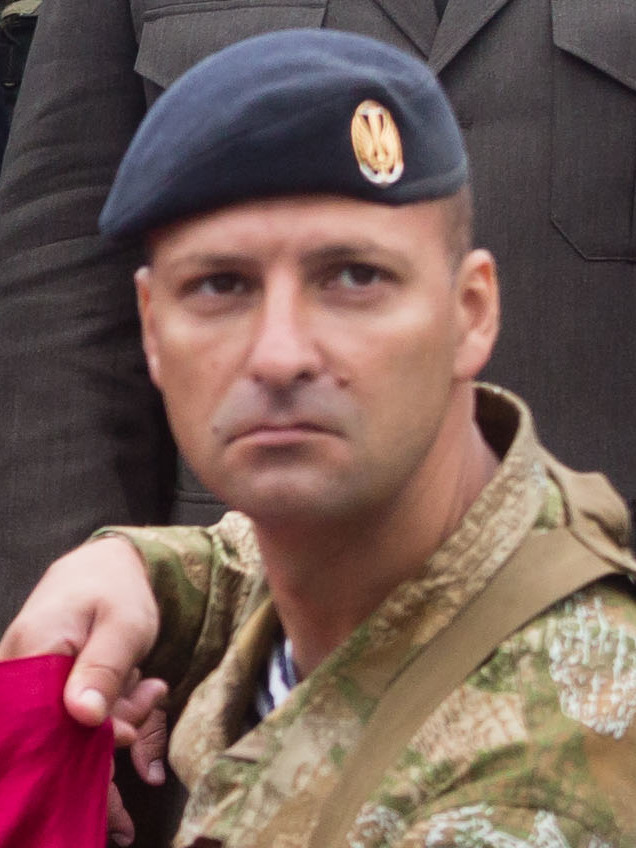
ドミトロ・デリアティツキー旅団長
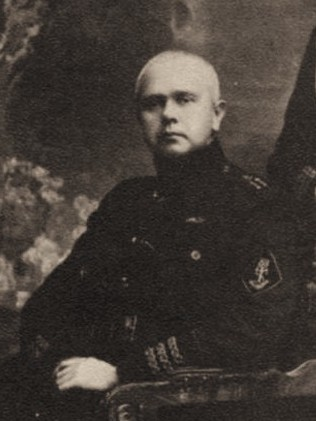
ミハイロ・ビリンシキー将軍

## ギャラリー

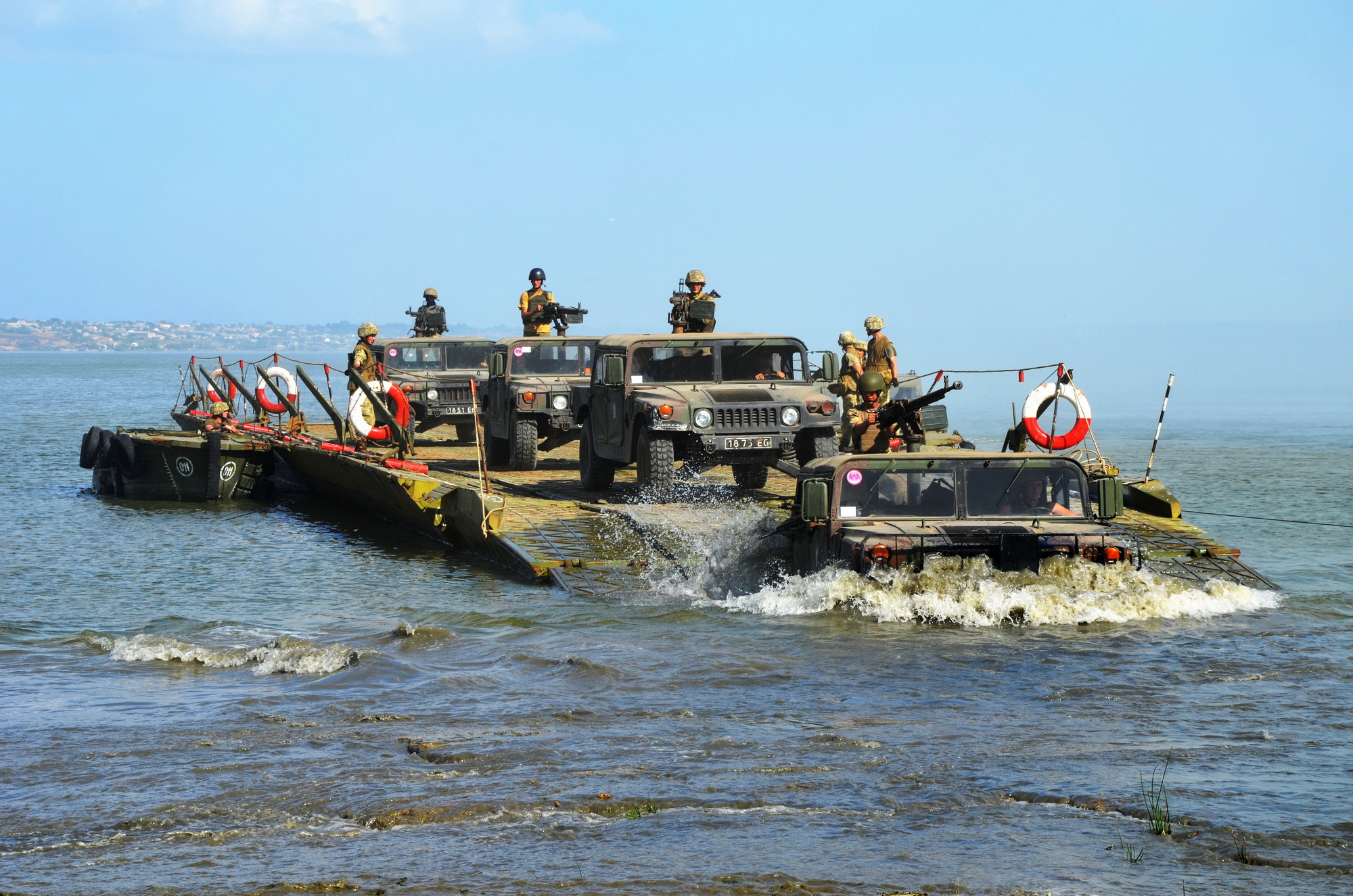
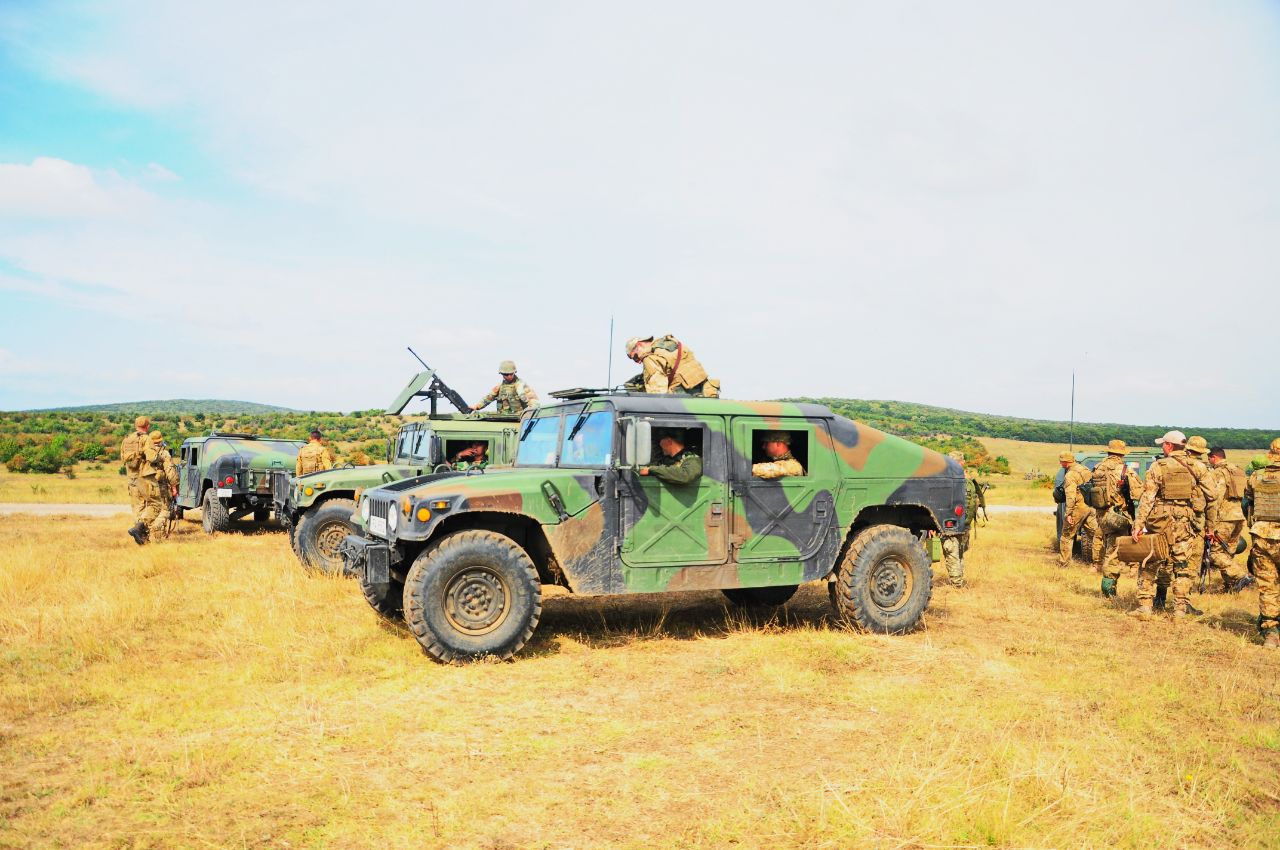
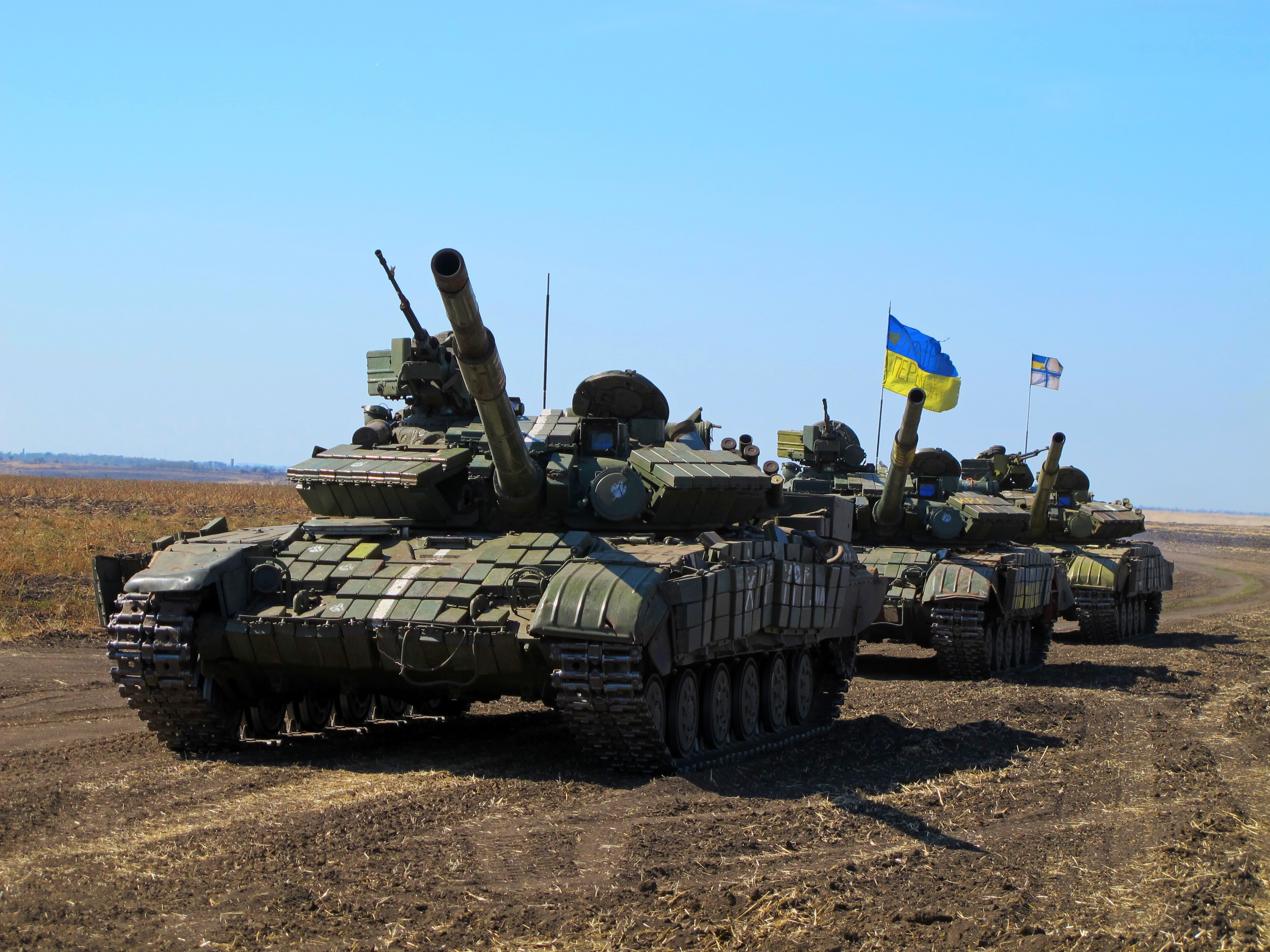
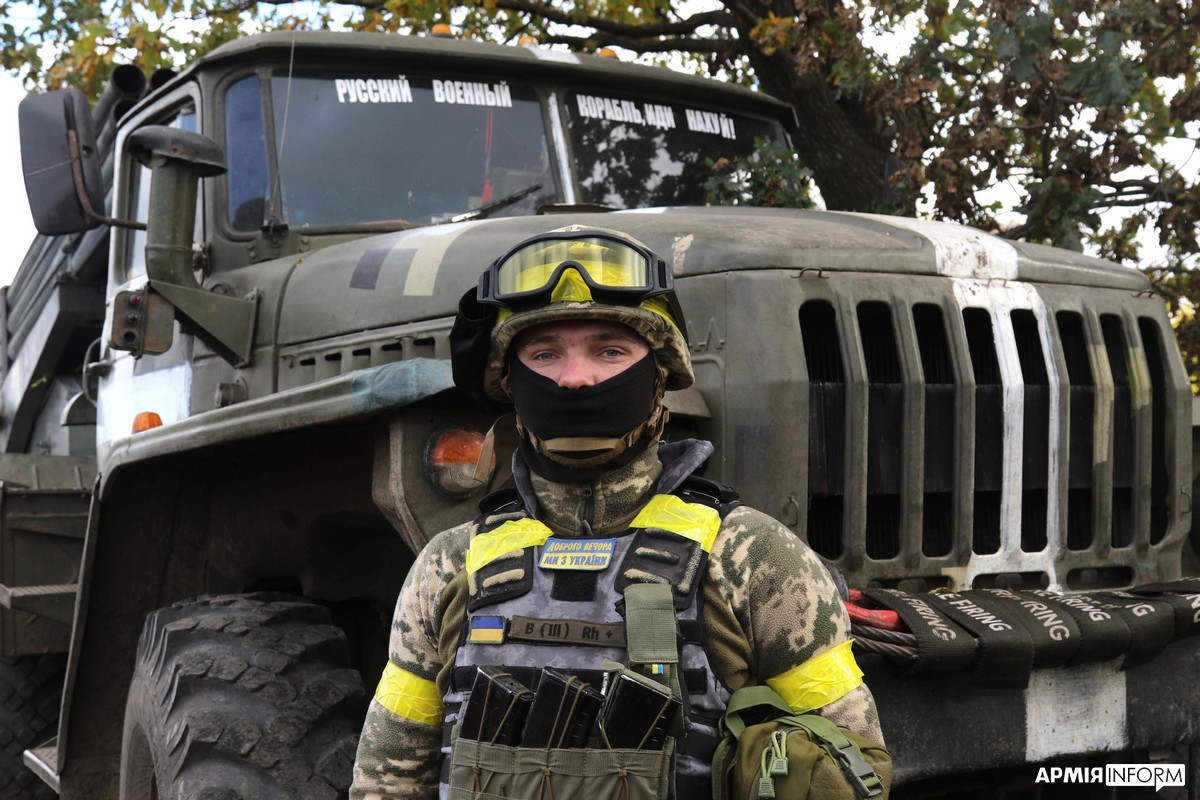
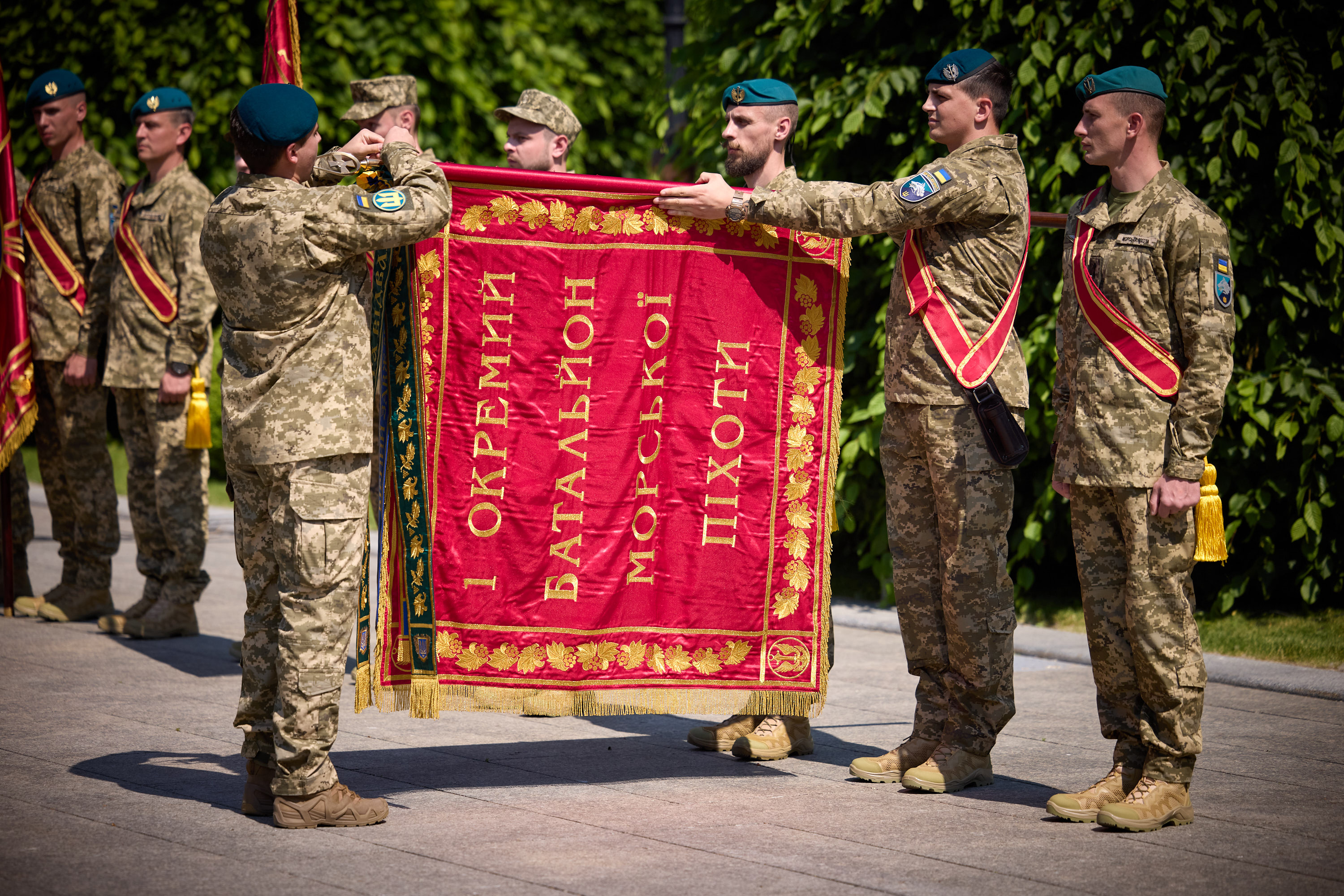

### ロシアのウクライナ侵攻

#### 南部・ムィコラーイウ戦線

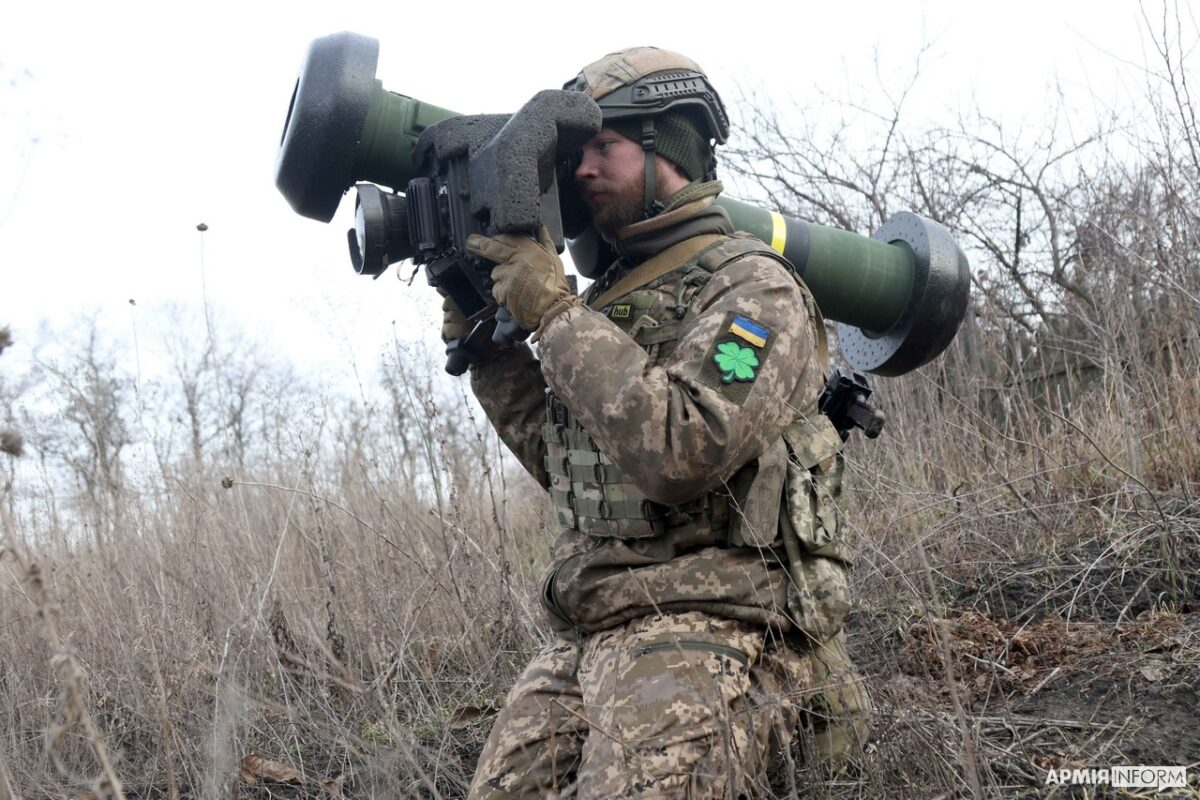
アメリカ合衆国供与のFGM-148 ジャベリンを運用する様子

2022年2月24日、ロシアのウクライナ侵攻で旅団司令部、旅団砲兵群、防空大隊、後方部隊が南部ムィコラーイウ州ムィコラーイウに配備され、4月にロシア軍を撃退した。

#### 東部・マリウポリ戦線

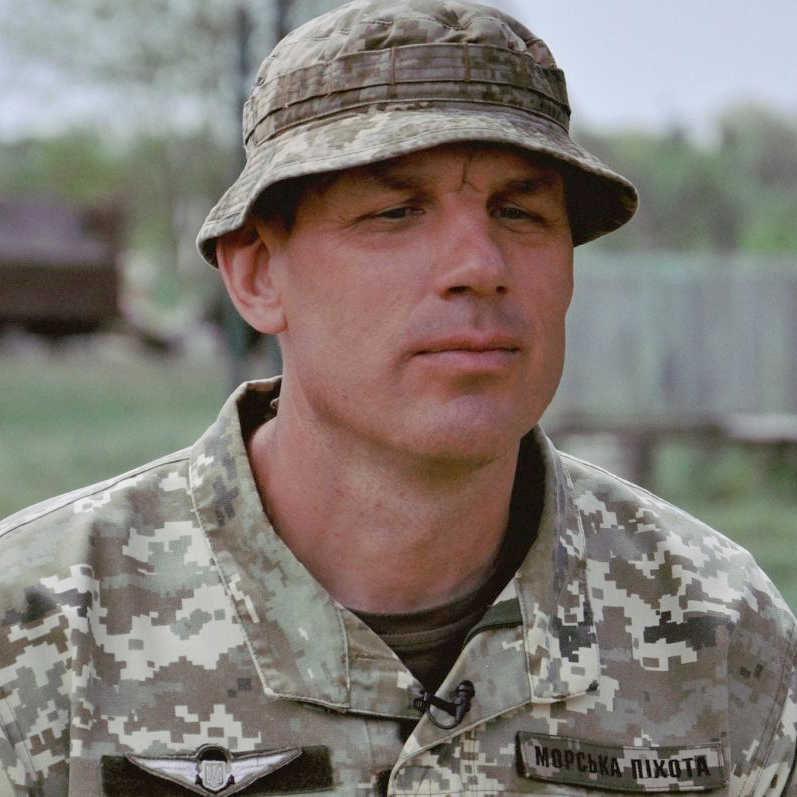
ウォロディミル・バラニュク旅団長

2022年2月24日、第503独立海軍歩兵大隊が東部ドネツィク州ヴォルノヴァーハに配備され、第53独立機械化旅団を救援したが、パベル・スビトフ大隊長が戦死して3月中旬にヴォルノヴァーハは陥落した。
2022年2月24日、旅団の大部分が南東部の要衝とされる東部ドネツィク州マリウポリ地区に配備され、26日には第1独立海軍歩兵大隊が防御していたフヌートヴェの防衛線を突破され、マリウポリ郊外に撤退した。ロシア軍の攻勢を数週間食い止めるも、戦車大隊が壊滅するなど大損害を出し、3月にはマリウポリ市内まで撤退してイリイチ製鉄所を陣地とした。
2022年4月4日、イリイチ製鉄所の北部を防御していた第503独立海軍歩兵大隊の兵士267名が投降したとロシア側が発表した。しかし部隊はこれを否定し、証拠として公開された映像が検証された結果、投降したのは第501独立海軍歩兵大隊だったことが判明した。
2022年4月10日、部隊に撤退命令が出され、76人の兵士がマリウポリから脱出したが、前線のウクライナ軍陣地まで無事に辿り着けたのは7人だけで、多くが道中に殺されるか捕虜となった。
2022年4月11日-12日、市内中心部のイリイチ製鉄所から市内南東部のアゾフスタリ製鉄所を陣地にしていたアゾフ連隊と合流する際に、ウォロディミル・バラニュク旅団長を含む、兵士50名が戦死、42名が投降したとロシア側が発表した。
2022年4月13日、イリイチ製鉄所に留まっていた旅団の100名以上の負傷兵を含む、兵士1,026名が投降したとロシア側が発表し、イリイチ製鉄所の陣地を失った。
2022年4月14日、合流したアゾフ連隊と合同でアゾフスタリ製鉄所を陣地に、マリウポリの防衛任務を継続すると宣言した。
2022年4月20日、市内南西部の港湾地区で戦闘していた第12特務旅団、国境警備隊、警察官など500名と合流したが、港湾地区の陣地を失った。
2022年5月16日、ロシア国防省がアゾフスタリ製鉄所の負傷兵を避難に合意したと発表し、ウクライナ軍参謀本部も「マリウポリ守備隊は司令部が命じた全ての任務を完遂した」と発表し、マリウポリ守備隊に撤退を命令した。ウクライナ国防省は人道回廊が設置され、53名の負傷兵を含む、260名以上のウクライナ兵が製鉄所から避難したと発表した。ただし、投降した捕虜扱いでロシア軍の支配地域に移送された。
マリウポリの戦いで死傷者1,000人以上の大損害を出して部隊が壊滅したため、NATO加盟国の退役軍人や退役警官の新兵訓練を受けた動員兵で再編された。

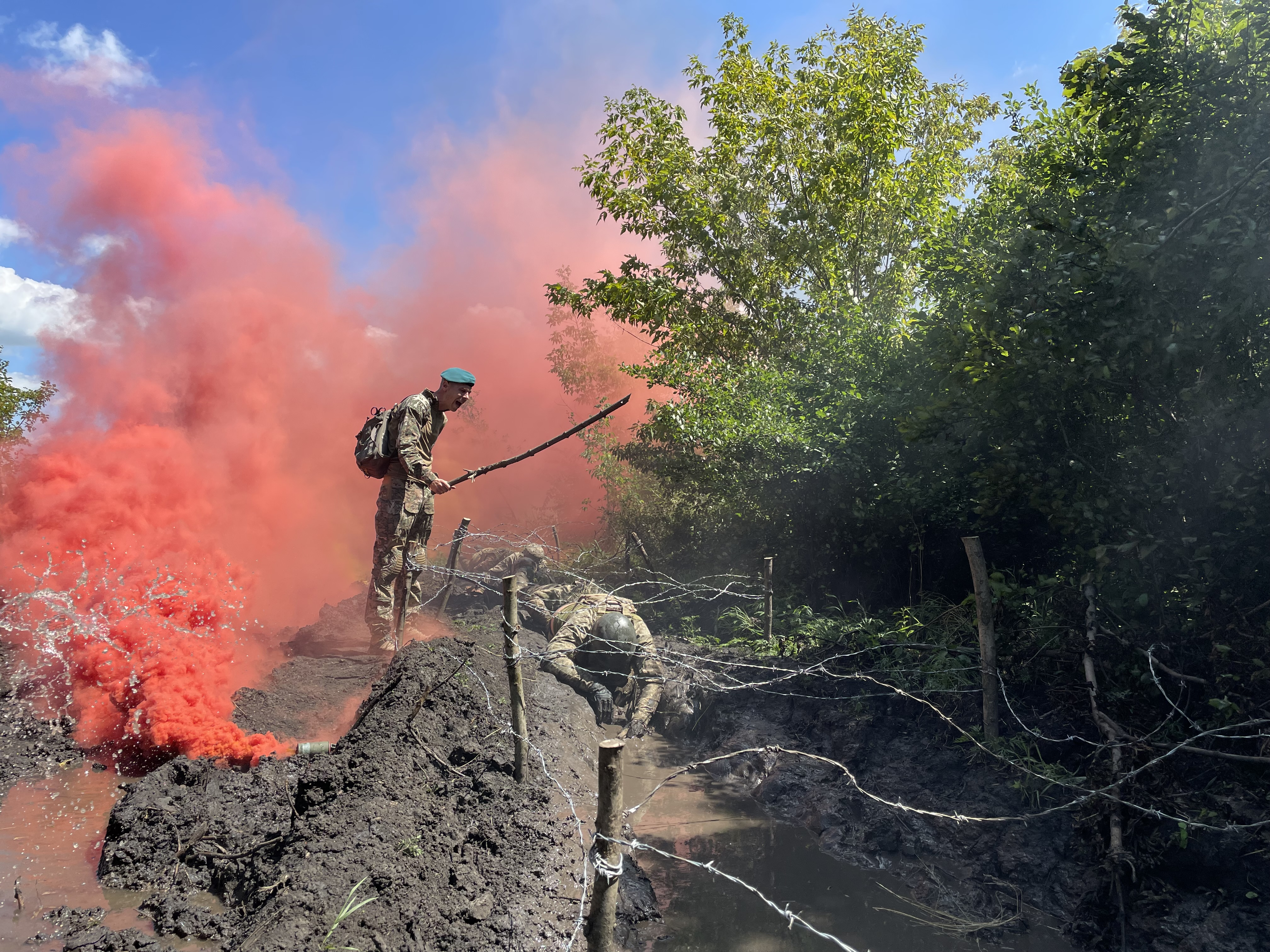
訓練中の団員
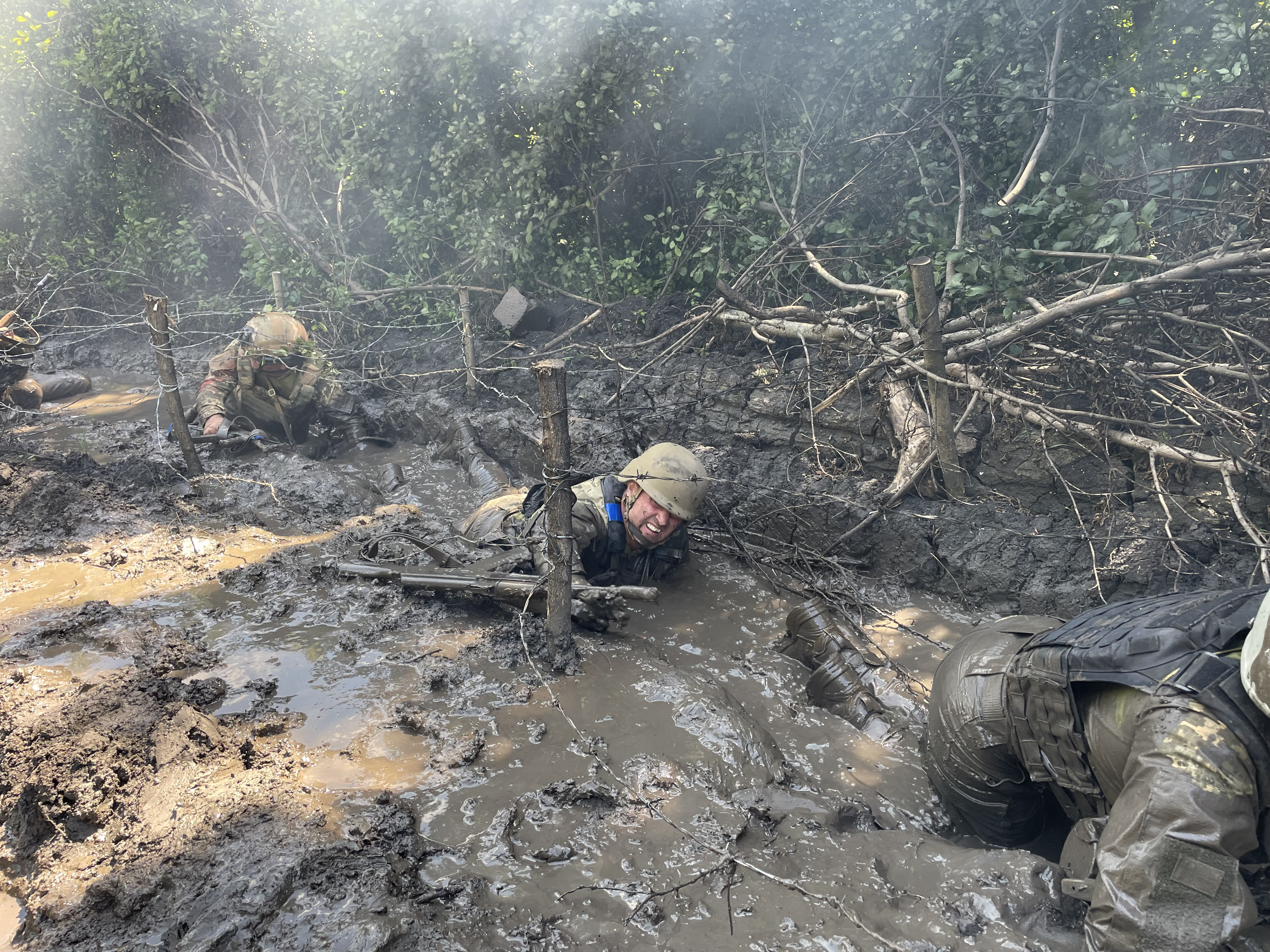
訓練中の団員

#### 南部・ヘルソン戦線

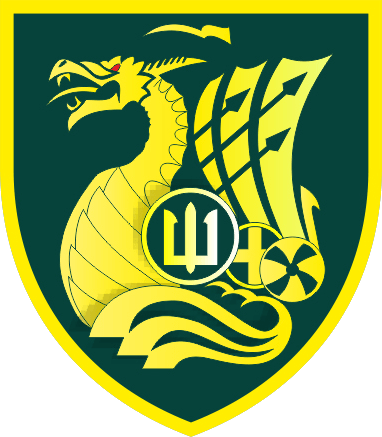
ウクライナ海軍第36独立海軍歩兵旅団章

2022年6月、旅団砲兵群が南部ヘルソン州ベリスラウ地区に再配置され、友軍を火力支援した。8月には全隊が再配置されて攻勢を開始し、11月にヘルソンを解放してロシア軍はドニエプル川西岸から撤退した。

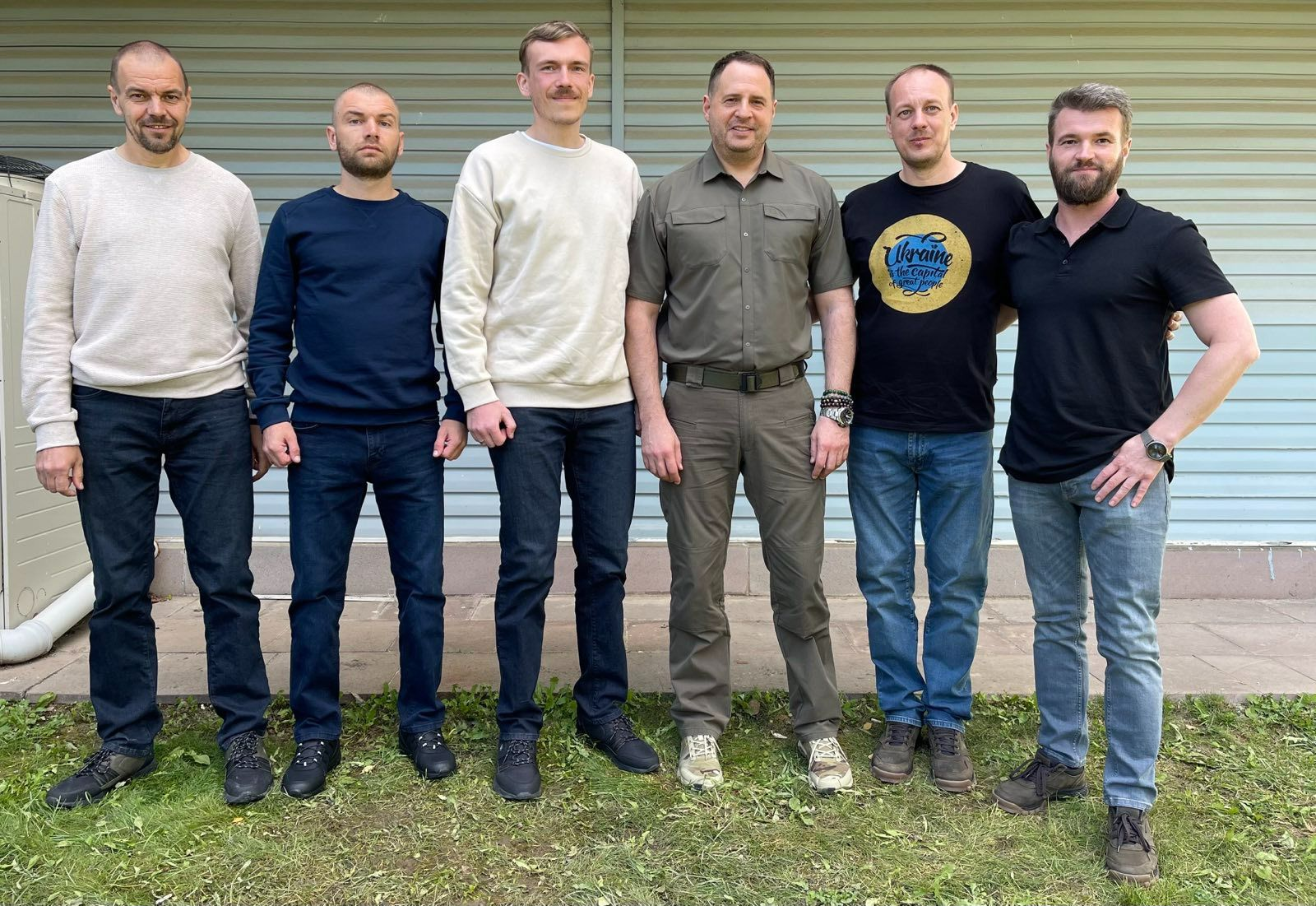
捕虜交換で帰還したセルヒイ・ヴォリナ旅団長を含むマリウポリ守備隊

#### 東部・バフムート戦線
2022年10月、第1独立海軍歩兵大隊が激戦地の東部ドネツィク州バフムート地区に再配置された。

#### 東部・南ドネツク戦線

第36独立海兵旅団旗

2022年11月、東部ドネツィク州ポクロウシク地区に再配置され、アウディーイウカ方面に展開した。
2023年5月23日、ウクライナ海軍からの独立で創設されたウクライナ海兵隊に編入された。
2023年7月、東部ドネツィク州ヴォルノヴァーハ地区ヴェリカ・ノヴォシルカ方面で攻勢を開始した。

#### 南部・ドニエプル川戦線
2023年10月、南部ヘルソン州ベリスラウ地区に再配置され、渡河作戦を開始して第501独立海兵大隊がドニエプル川東岸のクリンキに上陸した。

#### 北東部・ハルキウ戦線
2024年5月、ロシアと国境を接する北東部ハルキウ州チュフイウ地区に再配置され、第501独立海兵大隊、第2海兵大隊が友軍の救援でヴォウチャンシク方面に展開した。

#### ロシア・クルスク戦線
2024年8月、第501独立海兵大隊がロシア・クルスク州に再配置され、スジャ方面に展開した。

## 編制
- 旅団司令部（ムィコラーイウ）
- 第1独立海兵大隊（ムィコラーイウ）
- 第501独立海兵大隊（ベルジャーンシク）
- 第2海兵大隊
- 戦車大隊
- 旅団砲兵群
  - 本部中隊
  - 自走砲大隊
  - ロケット砲大隊
  - 対戦車砲大隊
- 防空大隊

- 工兵大隊
- 整備大隊
- 兵站大隊
- 偵察中隊
- 狙撃中隊
- 電子戦中隊
- 通信中隊
- レーダー中隊
- NBC防護中隊
- 衛生中隊
- 無人機大隊

## 2017年編制
- 旅団司令部（ムィコラーイウ）
- 第1独立海軍歩兵大隊（ムィコラーイウ）
- 第501独立海軍歩兵大隊（ベルジャーンシク）
- 第503独立海軍歩兵大隊（マリウポリ）
- 戦車大隊
- 旅団砲兵群
  - 本部中隊
  - 自走砲大隊
  - ロケット砲大隊
  - 対戦車砲大隊
- 防空大隊

- 工兵大隊
- 整備大隊
- 兵站大隊
- 偵察中隊
- 狙撃中隊
- 電子戦中隊
- 通信中隊
- レーダー中隊
- NBC防護中隊
- 衛生中隊

## 第36独立沿岸防衛旅団編制
- 旅団司令部（シンフェロポリ）
- 第73独立機械化大隊
- 第84独立機械化大隊
- 第501独立機械化大隊
- 第1独立海軍歩兵大隊
- 第406旅団砲兵群
- 第22独立高射ミサイル大隊
- 第29独立整備大隊
- 第809独立補給大隊

## 出身者
- ヴァディム・スハレフスキー
- ドミトロ・デリアティツキー